# Fikreta
Fikreta je žensko osebno ime.

## Izvor imena
Ime Fikreta je različica moškega osebnega imena Fikret.

## Različice imena
Fikra, Fikrije

## Pogostost imena
Po podatkih Statističnega urada Republike Slovenije je bilo na dan 31. decembra 2007 v Sloveniji število ženskih oseb z imenom Fikreta: 153.